# Malte S. Sembten
Malte S[chulz]. Sembten (* 1. Juli 1965 in Marburg an der Lahn; † 22. April 2016 ebenda) war ein deutscher Schriftsteller, Übersetzer, Herausgeber und Illustrator hauptsächlich von Werken der unheimlichen Phantastik. Er publizierte auch unter dem Pseudonym Rüdiger Silber.

## Leben
Malte S. Sembten wurde 1965 in Marburg an der Lahn geboren. Er besuchte ein katholisches Gymnasium im Hessischen, studierte an der Hochschule für Bildende Künste in Braunschweig und war anschließend in Hamburg und Frankfurt am Main in der Werbebranche tätig. Sein Onkel war der Dichter Paulus Böhmer. Malte S. Sembten war Mitglied der katholischen Studentenverbindung VKDSt Rhenania Marburg im CV.

## Werk
Seit früher Jugend ein Bewunderer von Poe, Lovecraft und Howard, kam er in den achtziger Jahren in Kontakt mit dem Fantasy- und Horror-Fandom und schrieb und zeichnete daraufhin für zahlreiche Publikationen des Ersten Deutschen Fantasy Clubs, aber auch für das Vereinsmagazin der deutschen Sherlock-Holmes-Gesellschaft Von Herder Airguns Ltd. In dieser Zeit lernte er Uwe Voehl, Jörg Kastner und Uwe Sommerlad kennen.
1990 veröffentlichte er seine erste phantastische Erzählung in dem von Carsten Scheibe herausgegebenen Taschenbuch Little Ease. In den folgenden Jahren publizierte Sembten zusammen mit Voehl und Sommerlad vier Ausgaben des Horror-Magazines Necropolitan, und edierte mit Voehl und Rainer F. Engel eine Doppelnummer von Magira.
Sembtens erste Sammlung von phantastischen Kurzgeschichten, Hippokratische Gesichter, erschien 1996 in der Edition Metzengerstein. Für seine Erzählung Blind Date erhielt Sembten 1998 den Kurd-Laßwitz-Preis. Im Jahr 2000 erhielt er gemeinsam mit Mitherausgeber Michael Marrak den Deutschen Phantastik Award für die beste Original-Anthologie für Der Agnostische Saal 2.

## Werke (Auswahl)
- Hippokratische Gesichter, Erzählungen, ISBN 3-932320-00-X, Edition Metzengerstein, Kerpen, 1996
- Variationen in Nachtgrau und Fleischrot, Erzählungen, ISBN 3-9803027-8-4, Verlag Robert Richter, 1997
- Die Handgranate Gottes, oder: Murphy und die Diskette des Marquis de Sade, Novelle, in: Malte S. Sembten u. a.: Die Handgranate Gottes, Murphy Bd. 3, ISBN 3-932171-52-7, Blitz-Verlag, 1999
- Die ein böses Ende finden, Erzählungen, ISBN 3-932442-01-6, Verlag Robert Richter, 2000
- Die lauernde Bibliothek, Roman (unter dem Pseudonym Rüdiger Silber), in: Voehl/Silber/Vandis: Geschwisterblut, Coco Zamis Bd. 13, Zaubermond-Verlag, 2006
- Morbus Sembten, Erzählungen, ISBN 3-932442-07-5, Verlag Robert Richter, 2007
- Second Hand Nightmares, Novelle, ISBN 978-3-934273-71-9, Verlag Lindenstruth, Giessen, 2009
- Dhormenghruul, 10 Erzählungen, ISBN 978-3-938411-24-7, mit 4 ganzseitigen s/w Illustrationen von Björn Ian Craig, Eloy Edictions, Augsburg 2012
- Maskenhandlungen. Die besten Horrorgeschichten von Malte S. Sembten, ISBN 978-3-942396-89-9, Hg. von Hardy Kettlitz, mit 14 ganzseitigen s/w Illustrationen und einem Frontispiz von Fabian Fröhlich, Golkonda Verlag, Berlin 2013
- 6 Spielarten des Todes, Horrorgeschichten, ISBN 978-1523636433, Edition Bärenklau, Oberkrämer 2015
- Fischmund (mit Uwe Voehl), Novelle, mit Illustrationen von Jörg Neidhardt, Edition CL, Neustadt 2017
- Hypnodormm®. Sieben unheimliche Geschichten, mit Buchschmuck von Malte S. Sembten, Privatdruck Robert N. Bloch, Giessen 2019
- Nosferatu – ein Menuett der Schatten, Theaterstück als Auftragsarbeit für Puppenspieler Gerd J. Pohl, unvollendet (Sembten verstorben), 2016